# موتور دیزل هوایی
موتور دیزل هواپیما یا آئرو دیزل یک موتور هواپیمای دیزلی است. آنها در کشتی‌های هوایی مورد استفاده قرار گرفتند و در اواخر دهه ۱۹۲۰ و ۱۹۳۰ در هواپیماها آزمایش شدند، اما هرگز فراتر از این به‌طور گسترده مورد استفاده قرار نگرفتند. مزایای اصلی آنها مصرف سوخت کم، کاهش اشتعال پذیری و چگالی بالای سوخت آنها است که با ترکیبی از معایب ذاتی در مقایسه با موتورهای بنزینی یا توربوپراپ از بین رفته‌است. افزایش روزافزون هزینه‌های بنزین هوایی و تردیدها در مورد در دسترس بودن آن در آینده باعث تجدید حیات موتورهای دیزل هواپیما در اوایل دهه ۲۰۱۰ شد.

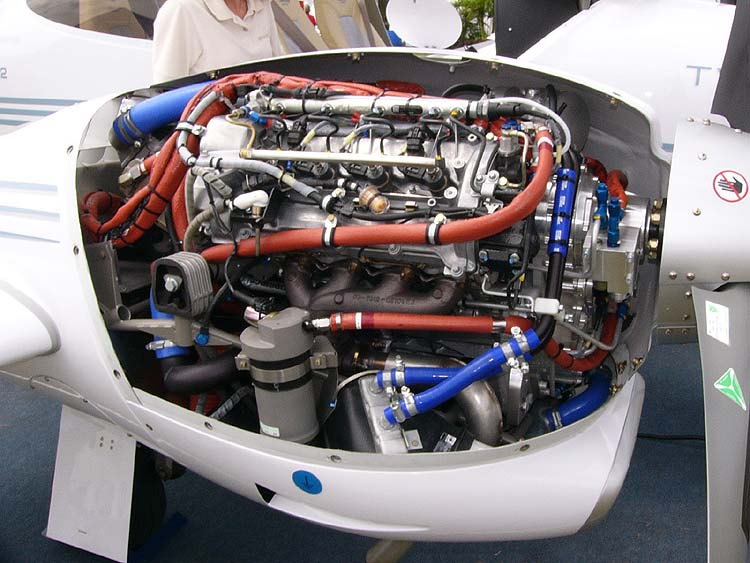
موتور دیزل ثیلت سنتوریون

استفاده از موتورهای دیزلی در هواپیما از منظر حفاظت از محیط زیست و همچنین حفاظت از سلامت انسان سودمند است، زیرا ماده ضد ضربه سرب تترا اتیل در بنزین هوایی از مدت‌ها قبل به عنوان بسیار سمی و همچنین آلاینده شناخته شده‌است.

## توسعه

### هواپیماهای دیزلی اولیه
تعدادی از سازندگان در دهه‌های ۱۹۲۰ و ۱۹۳۰ موتورهای دیزلی ساختند. شناخته شده‌ترین آنها شعاعی هوا خنک Packard و Junkers Jumo 205 بودند که نسبتاً موفق بودند، اما نشان دادند که برای استفاده رزمی در جنگ جهانی دوم مناسب نیستند. قایق پرنده گشتی دریایی بلوم و ووس BV 138 با موتور پیشرفته تر Junkers Jumo 207 مجهز شد و با سه جومو ۲۰۷ دیزلی خود که حداکثر ۲۱۰۰ کیلومتر (۱۳۰۰ مایل بر شعاع) را ارائه می‌کرد موفق تر بود. نزدیک به ۳۰۰ نمونه از BV 138 ساخته شد.

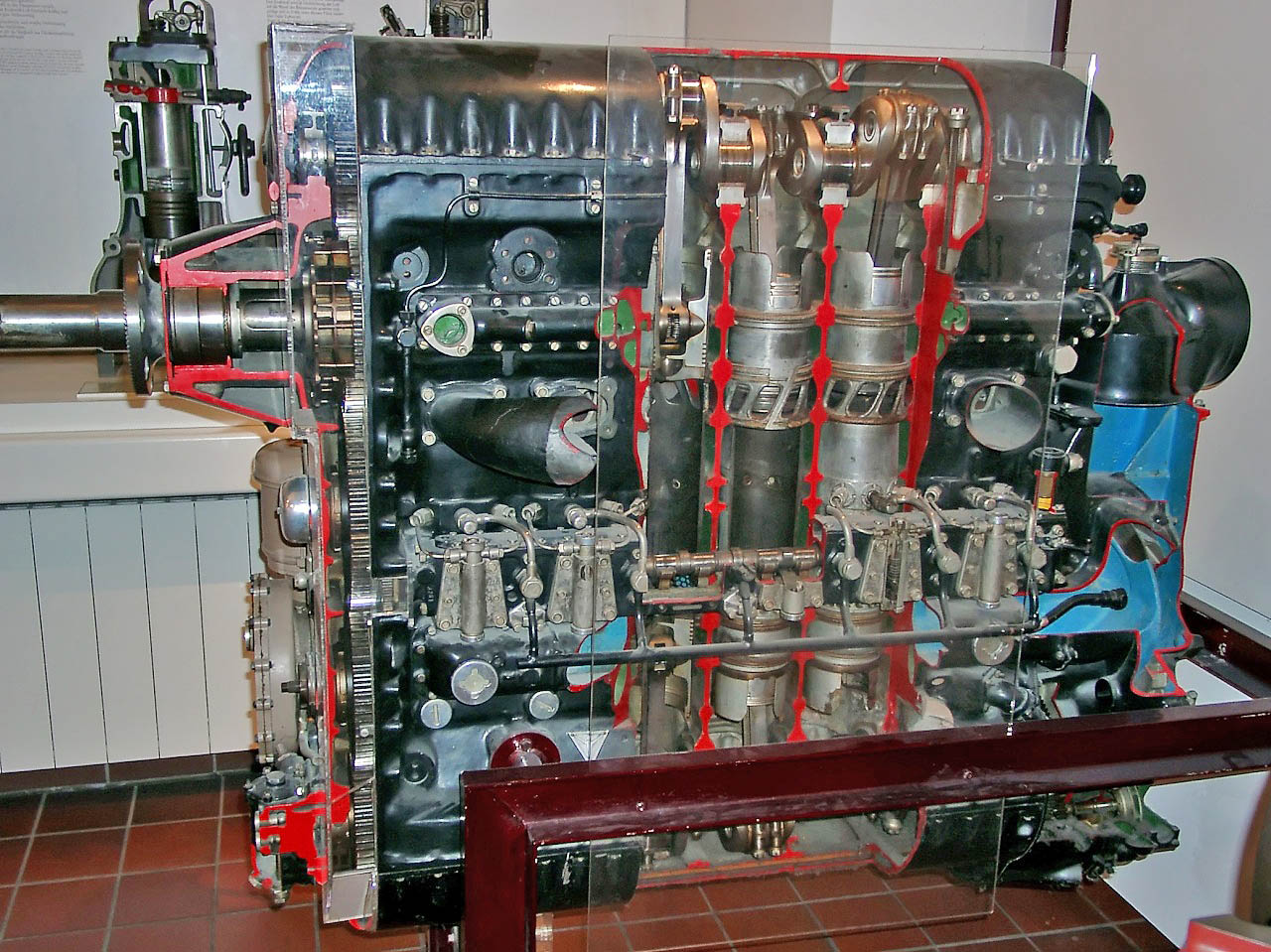
یومو ۲۰۵

اولین موتور دیزلی موفقی که به‌طور خاص برای هواپیما ساخته شد، دیزل شعاعی Packard DR-980 در سال‌های ۱۹۲۸–۱۹۲۹ بود که در قالب شعاعی هوا خنک خنک شبیه به طرح‌های رایت و پرت و ویتنی طراحی شد و معاصر با تورنادو بردمور بود. مورد استفاده در کشتی هوایی R101. استفاده از دیزل برای سوخت کم خطر آتش‌سوزی مشخص شده بود. اولین پرواز موفقیت‌آمیز یک هواپیمای دیزلی در ۱۸ سپتامبر ۱۹۲۸ با یک هواپیمای استینسون مدل SM-1DX Detroiter به شماره ثبت X7654 انجام شد. در حدود سال ۱۹۳۶ موتورهای دیزلی سنگین‌تر اما کمتر تشنه نسبت به موتورهای بنزینی ترجیح داده می‌شدند، زمانی که زمان پرواز تنها ۶ تا ۷ ساعت بود.
موتور پیستون مخالف دو زمانه Junkers Jumo 205 که در اوایل دهه ۱۹۳۰ وارد خدمت شد، بسیار بیشتر از آئرو دیزل‌های قبلی مورد استفاده قرار گرفت. در استفاده از آن در Blohm & Voss Ha 139 و حتی بیشتر از آن در استفاده از کشتی هوایی موفقیت متوسطی داشت. در بریتانیا با مجوز Napier & Son, Junkers Jumo 204 بزرگتر را به عنوان Napier Culverin ساخت، اما در تولید به این شکل استفاده نشد. یک موتور دیزلی دایملر-بنز نیز در زپلین‌ها از جمله LZ 129 هیندنبورگ بدبخت استفاده شد. این موتور در کاربردهای نظامی و متعاقب آن توسعه موتور هواپیمای آلمانی که بر روی موتورهای بنزینی و جت متمرکز شد نامناسب بود.
بمب افکن استراتژیک چهار موتوره دوران جنگ جهانی دوم شوروی Petlyakov Pe-8 با موتورهای دیزل Charomskiy ACh-30 ساخته شد. اما درست پس از پایان جنگ، هم موتورهای دیزلی و هم موتورهای V12 خطی Mikulin با سوخت بنزینی برای بدنه هواپیماهای بازمانده Pe-8 با موتورهای بنزینی شعاعی طراحی شوتسوف به دلیل نگرانی‌های مربوط به کارایی جایگزین شدند. بمب افکن متوسط دوربرد یرمولایف یر-۲ نیز با موتورهای دیزلی چارمسکی ساخته شد.
سازندگان دیگر نیز در این دوره موتورهای دیزلی را آزمایش کردند، مانند بلوخ فرانسوی (بعداً Dassault Aviation) که نمونه اولیه بمب افکن MB203 آن از دیزل‌های Clerget با طراحی شعاعی استفاده می‌کرد. استقرار هواپیماهای سلطنتی در سال ۱۹۳۲ نسخه آزمایشی احتراق تراکمی (دیزلی) رولز رویس کندور را توسعه داد و آن را با یک هاوکر هورسلی برای اهداف آزمایشی به پرواز درآورد.